# Castell de Siurana
El Castell de Siurana és un castell medieval situat a l'est de Siurana de Prades, una entitat de població del municipi de Cornudella de Montsant a la comarca del Priorat. El castell és arran del cingle, en un pujol davant del poble, i en protegeix l'únic accés natural possible. En resten murs, la base de la torre i una cambra amb volta reforçada per un arc. Gran part de l'edifici és feta amb carreus de gran mida i bona factura. Les restes cristianes es superposen a les restes d'una fortificació califal. El castell fou declarat bé cultural d'interès nacional.

## Història

### Dels sarraïns als cristians
Sembla que els sarraïns organitzaren el territori al pas del segle viii cap a mitjan segle ix. El territori adscrit al castell de Siurana comprendria bona part del Priorat, sectors de l'Alt i Baix Camp, la Conca de Barberà, les Garrigues i, potser, de la Ribera d'Ebre. La Siurana sarraïna devia consistir en dos àmbits: el castell, segurament reduït a la «selòquia» que era com s'anomenava la part més alta dels castells musulmans) i un segon àmbit, de refugi per a la població on hi havia la vila.
L'avenç de la conquesta cristiana per la Conca de Barberà i el Camp de Tarragona van convertir Siurana en una marca de frontera des del segle xi. L'any 1146 Ramon Berenguer IV dona el «castrum et villam de Siurana cun omnibus terminis suis» a Berenguer Arnau i els seus fills amb la reserva d'una cinquena part per l'orde del Temple però no es té notícia que s'intentés la conquesta de Siurana, ja que Ramon Berenguer IV es concentrà a conquerir abans Tortosa i Lleida (1148-1149). L'Emirat de Xibrana fou l'últim reducte musulmà de la Catalunya Nova, pres el 1153-1154, per les hosts de Ramon Berenguer IV després d'un temps de setge. El 1153, en ple setge, Ramon Berenguer IV va concedir carta de poblament als habitants i futurs pobladors de Siurana.

### La senyoria de Siurana

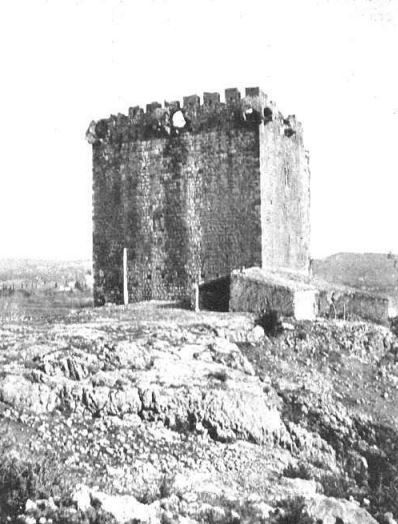
Antiga torre al 1905

Conquerits terme i castell, s'integren al patrimoni reial i es posa al capdavant de la castlania a Bertran de Castellet i més endavant a Albert de Castellvell, ambdós partícips en la conquesta del territori. Amb la major part del terme islàmic de Siurana, exclosos Montblanc i Escornalbou que se separaren, es formà, en el regnat d'Alfons I, la batllia reial de les Muntanyes de Siurana, dita més endavant de les Muntanyes de Prades, governada per un batlle general que residí al castell. A partir de 1174, ls batllia pertangué a la reina Sança, esposa d'Alfons I i, posteriorment, a les reines Leonor de Castella, Violant d'Hongria i Constança de Sicília. En alguns moments la senyoria fou cedida com a garantia de pactes o d'un emprèstit com en el cas de l'orde de l'Hospital l'any 1246. La batllia fou la base de la creació del comtat de Prades l'any 1324 per part de Jaume II.
Durant els primers temps cristians, la vila assolí un notable veïnat; fins i tot fou refugi del catarisme. La situació encimbellada, i un cop passat el perill sarraí, li feu perdre la capitalitat del territori davant Prades, amb millors condicions d'habitabilitat i comunicacions. Al segle xiii el castell de Siurana, ja lluny de la frontera, havia perdut valor com a plaça militar i es transformà en presó de l'alta aristocràcia. Per exemple, Roger Bernat de Foix, detingut en el setge de Balaguer el 1280. El pres més notable fou Carles el Coix (Carles II d'Anjou), príncep de Salern i després rei de Nàpols, clos a Siurana entre els anys 1286 i el 1288 i que fou alliberat després de lliurar tres fills en qualitat d'ostatges i una gran quantitat d'argent. Carles, Lluís i Robert d'Anjou van romandre a Siurana fins al 1295. Es diu que, per influència dels franciscans a Siurana, Lluís d'Anjou es va fer religiós i va arribar a ser bisbe de Tolosa i sant.
Durant la guerra, (1462–1472), contra Joan II d'Aragó, la fortalesa fou utilitzada (1462) com a punt de partida per part del comte de Prades Joan Ramon Folc III de Cardona i l'arquebisbe de Tarragona Pero de Urrea per a llurs atacs al Camp de Tarragona. Felip IV de Castella n'ordenà la destrucció l'any 1651 a la fi de la Guerra dels Segadors. El 1812, durant Guerra del Francès, les tropes napoleòniques hi feren estralls.

## Descripció

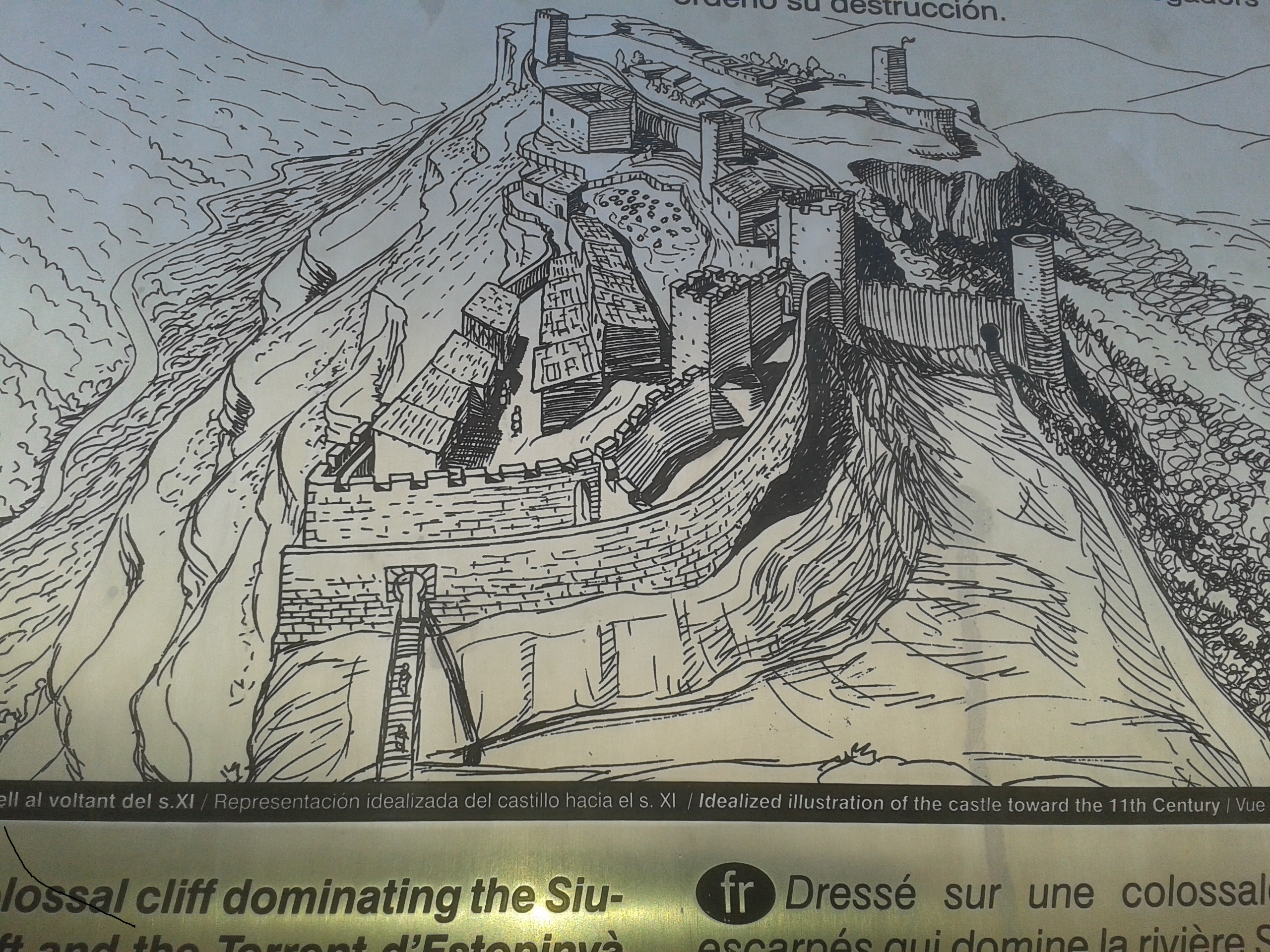
Hipotètica representació del castell musulmà de Siurana al segle XI

El castell ha patit transformacions diverses al llarg del temps. Es compon d'un recinte sobirà i un de jussà.

### Recinte sobirà
L'element principal del clos sobirà és la torre de planta rectangular (170 cm x 340 cm) de la qual se'n conserven uns 3 m d'alçada i les parets són d'un gruix de 140 cm. Aparell de carreus poc treballats no gaire grossos (15 cm x 30 cm) disposats en filades i units per morter de calç. Es va construir amb un sistema semblant a l'encofrat que podria significar una construcció islàmica. El més probable però és que fos bastida durant la segona meitat del segle xii, poc després de la conquesta cristiana.
Al recinte sobirà també hi ha restes d'una sala amb coberta de mitja volta reforçada per dos arcs torals. La volta i els murs són fets amb carreus ben escairats. S'ha proposat que podria haver fet funcions de presó però sembla més aviat una construcció per fer més confortable el recinte sobirà. En canvi, podria haver estat una cisterna; era important, en aquest lloc, disposar de reserva d'aigua. La datació se situaria cap al segle xiii.
El sector occidental del recinte sobirà estava protegit per unes muralles de les quals encara en queden alguns fragments. Es tracta d'un mur perimetral fet amb pedres poc treballades. En la punta en forma d'esperó situada sobre el salt de la Reina Mora hi ha una espitllera. El mur degué ser refet i adaptat d'una construcció anterior.
La part oriental també estava tancada per muralles, de factura més irregular. Hi ha restes d'una porta, situada a l'angle nord-est i restes d'algunes dependències. Així mateix, en aquest sector hi ha diversos forats rectangulars a terra que podrien ser sitges. El situat més cap a l'oest té la boca quadrada, de 140 cm de costat i l'interior arrodonit, amb una profunditat de 160 cm. Les sitges es relacionarien amb dependències del castell primitiu, de les quals no en queda res. No es pot assegurar la datació; és ben possible que siguin d'època islàmica. Pel que fa a les muralles d'aquest sector, i també la major part dels murs interiors, segurament corresponen a un moment tardà medieval o ja a l'inici de l'edat moderna.

### Recinte jussà

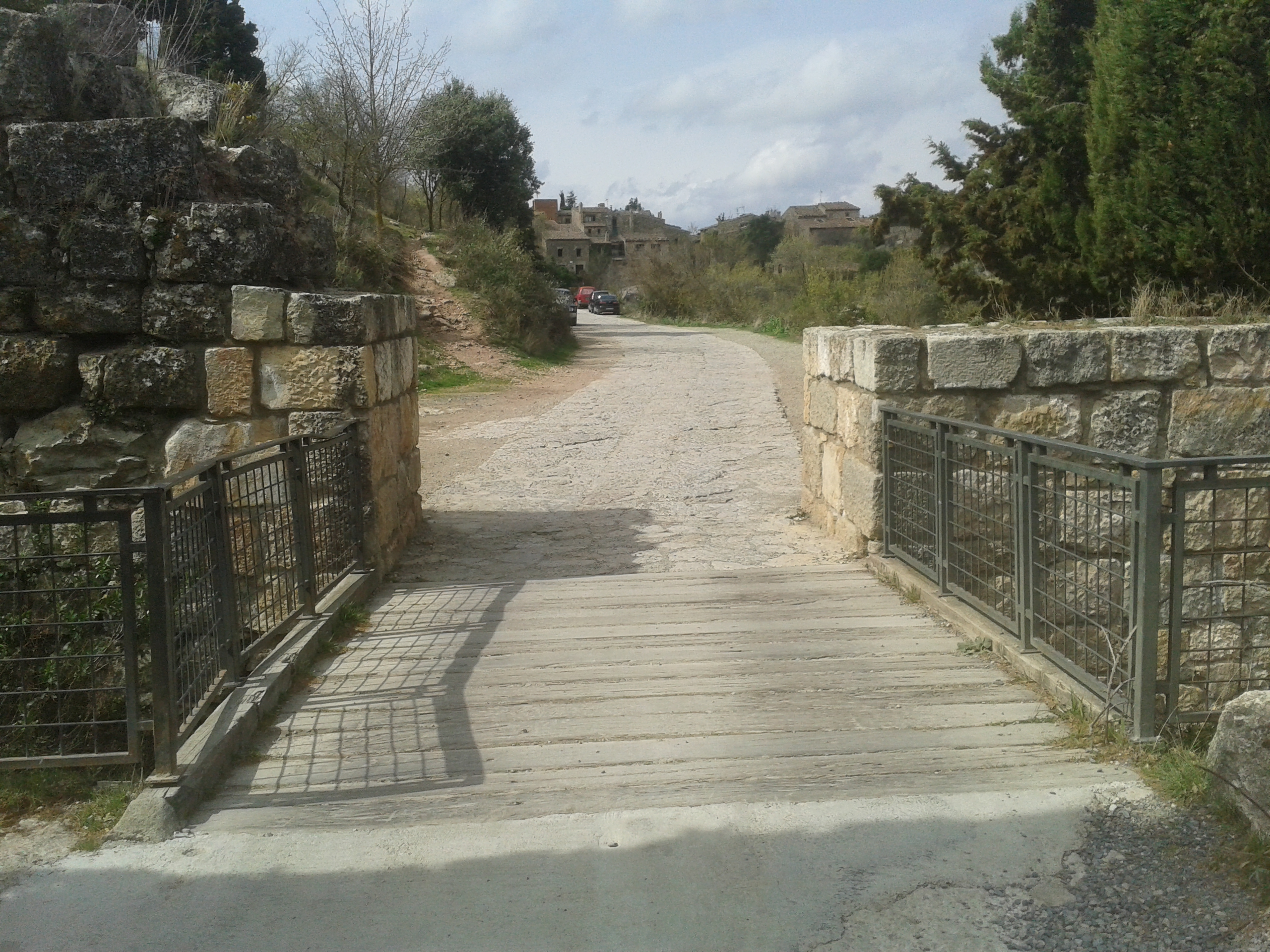
Entrada al castell i poble de Siurana, en el lloc a on hi havia l'antiga porta principal i pont llevadís

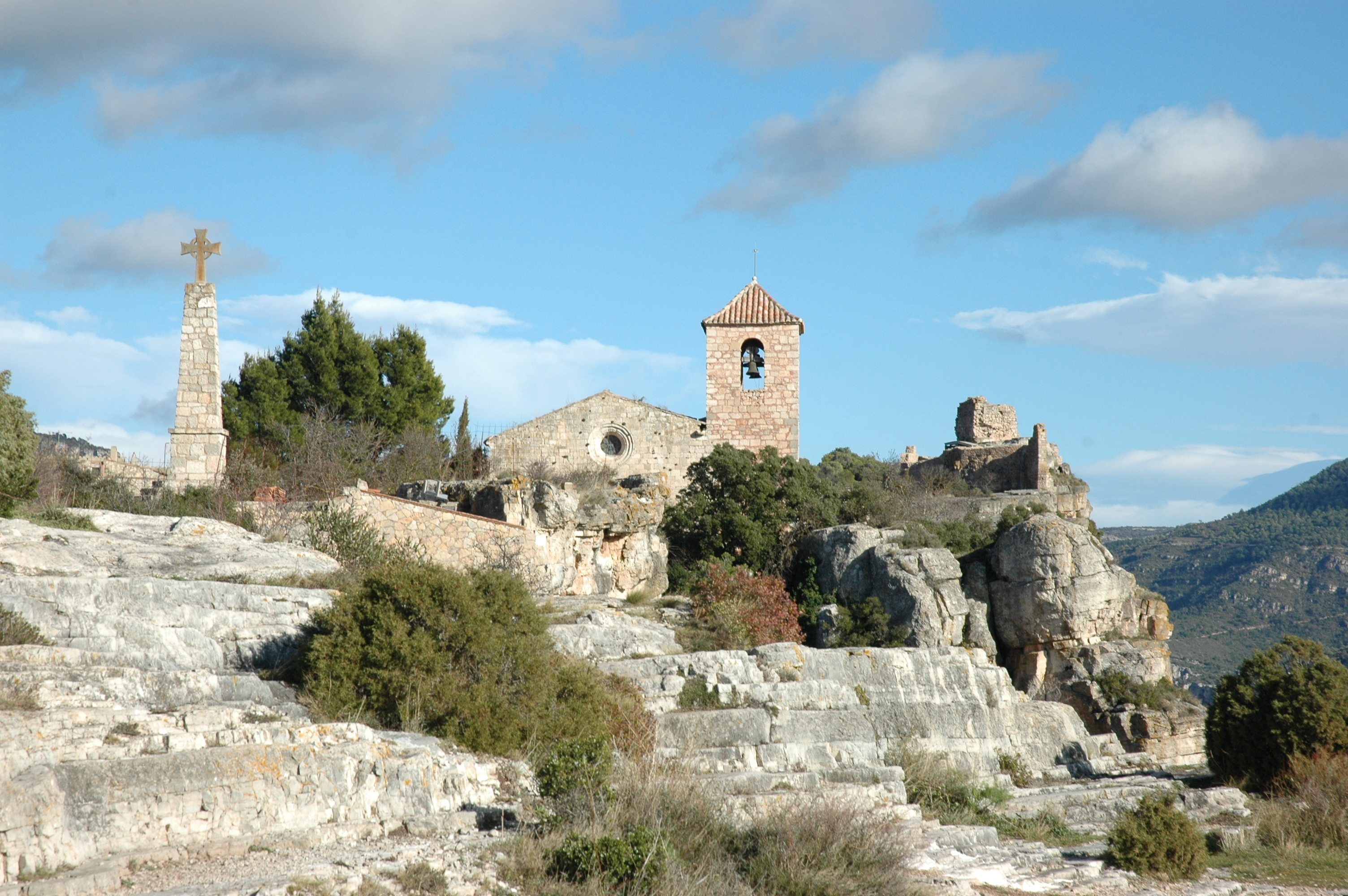
El castell musulmà a la dreta, el cloquer i la rosassa de l'església de Santa Maria de Siurana, i la creu commemorativa de la reconquesta

El recinte jussà conté una gran esplanada rocosa, d'uns 70 m de llarg per uns 15 m d'ample, a més d'una extensa zona inclinada situada a la banda sud, d'un 15 m més. Sembla que, contràriament a la majoria de castells, en aquesta part del castell es distingeixen els elements constructius més antics, segurament perquè el recinte sobirà va patir fortes destruccions i els materials van ser reaprofitats. El recinte és tancat per diversos fragments de muralla. En el sector oriental hi ha una segona muralla col·locada directament sobre l'espadat d'un impressionant vall. Dins el recinte jussà hi ha restes de construccions al nord-oest i a l'extrem sud-oest, sota el clos sobirà. Del mur septentrional en sortia una paret que barrava el pas al camí que duia al poble.
L'element més importat del recinte jussà és un mur de grans dimensions (el gruix arriba fins als 3,6 m) d'uns 60 metres de longitud. Comença a la façana est i segueix cap al nord on hi ha una espècie de torre de planta poligonal. Gira cap a l'oest, fa angle cap al nord i arriba a una altra construcció, potser una torre. Aquesta muralla és de carreus grans (50 cm x 60 cm) rejuntats amb guix en alguns sectors i en d'altres amb morter de calç de color rosa.
Hi ha dues parets semblants a la muralla, una de les quals podia tenir un gruix de 5 m. A migdia, el mur és bastit amb aparell de pedres més petites i poc treballades, ajuntades amb terra sense morter. Estan col·locades imitant l'«opus spicatum» o bé una filada disposant les pedres longitudinalment i l'altra verticalment. En el sector jussà hi ha restes de sitges i dipòsits. A l'exterior d'aquest recinte i a uns 4 m més enllà, hi ha una segona muralla de carreus grossos i poc treballats, ajuntats amb morter de calç. Al nord hi ha restes del muntant d'una porta, davant de la qual hi devia haver un pont per salvar l'impressionant vall que hi ha sota seu.
Pel que fa a la datació es conclou que els murs més gruixuts d'aquest recinte jussà van ser construïts en època islàmica. La resta podrien haver estat fets entre els segles XII o XIII. La segona muralla ha de ser més moderna.